# 成瀬悟策
成瀬 悟策（なるせ ごさく、1924年6月5日 - 2019年8月3日）は、日本の臨床心理学者、臨床心理士。医学博士。九州大学名誉教授、元吉備国際大学教授。日本リハビリテイション心理学会名誉理事長、日本臨床動作学会名誉会長。正四位。

## 略歴
岐阜県生まれ。東京高等師範学校を経て、1950年に東京文理科大学心理学科を卒業後、1951年から1953年まで東京文理科大学助手、1953年から1962年まで東京教育大学助手・講師、1962年から1988年まで九州大学教育学部助教授、同教授。1988年、臨床心理士第1号（日本臨床心理士資格認定協会）。1989年から1993年まで九州女子大学・九州女子短期大学の学長を務める。2004年から2009年まで吉備国際大学教授、吉備国際大学大学院教授。2019年8月3日、95歳で逝去。
日本催眠医学心理学会理事長、日本心理臨床学会理事長、日本リハビリテイション心理学会理事長などを歴任。

## 受賞歴
- 1991年、第1回日本心理臨床学会 学会賞[2]。
- 1998年、日本教育心理学会名誉会員[5]。
- 2001年、第1回日本催眠医学心理学会 学会賞[2]。勲二等瑞宝章受章[2]。
- 2002年、日本リハビリテイション心理学会 学会賞[2]。日本心理学会名誉会員[5]。
- 2006年、日本心理学会国際賞（功労賞）[2]。
- 2014年、日本催眠医学心理学会 特別功労賞[2]。

## 人物
第二次大戦後における日本の心理系催眠の第一人者。竹山恒寿、池見酉次郎らと「日本催眠医学心理学会」を立ち上げ、学術面からの催眠研究に尽力した。前田重治、蔵内宏和ら精神分析を専攻する精神科医にも催眠を教授し、多くの優秀な弟子を輩出し、山中寛、鶴光代、宮田敬一、田嶌誠一、田中新正、針塚進、門前進ら数多くを大学教授に育て、日本に科学的催眠研究の礎を築いた。他にも成瀬に催眠を学んだ臨床家は数多く、河野良和、柴田出、栗山一八らがいる。
動作法というアプローチで肢体不自由が改善するだけでなく、精神疾患が改善し、健常者の表情やしぐさ、対人的態度まで変わることに注目し、「体験治療論」を提唱した。

## 著作
- 『催眠面接の技術』誠信書房、1959年
- 『催眠』誠信書房、1960年
- 『危機と克服』大日本図書、1965年
- 『催眠面接法』誠信書房、1968年
- 『自己コントロール 能力開発の心理学』講談社現代新書、1969年
- 『心理リハビリテイション - 脳性マヒ児の動作と訓練』誠信書房、1973年
- 『動作訓練の理論 - 脳性マヒ児のために』誠信書房、1985年
- 『イメージの時代』誠信書房、1988年
- 『自己コントロール法』誠信書房、1988年
- 『心理学はしがき集』九州大学出版会 1993年
- 『臨床動作学基礎』学苑社、1995年 講座・臨床動作学
- 『催眠の科学 誤解と偏見を解く』講談社ブルーバックス、1997年
- 『姿勢のふしぎ しなやかな体と心が健康をつくる』講談社ブルーバックス、1998年
- 『動作療法 - まったく新しい心理治療の理論と方法』誠信書房、2000年
- 『リラクセーション - 緊張を自分で弛める法』講談社ブルーバックス、2001年
- 『動作のこころ』誠信書房、2007年
- 『からだとこころ 身体性の臨床心理』誠信書房、2009年

## 共編著
- ヨハネス・ハインリヒ・シュルツ共著『自己催眠』誠信書房、1963年
- 『教育催眠学』編著 誠信書房 、965年
- 『催眠シンポジアム』編 全10巻 誠信書房、1969年 - 1980年
- 『催眠療法』編 文光堂、1974年
- 『続心理リハビリテイション ケース研究編』編 誠信書房、1977年
- 『この子と生きる』編 ブレーン出版、1981年
- 『障害児のための動作法 自閉する心を開く』編著 東京書籍、1984年
- 『発達障害児の心理臨床』編 九州大学出版会、1985年
- 『臨床動作法1 - 臨床動作法の理論と治療』至文堂、1992年 現代のエスプリ別冊
- 『臨床動作法2 - 教育臨床動作法』至文堂、1992年 現代のエスプリ別冊
- 『臨床動作法3 - 健康とスポーツの臨床動作法』至文堂、1992年 現代のエスプリ別冊
- 『催眠療法を考える』誠信書房、1992年
- 『実験動作学 - からだを動かすこころの仕組み』至文堂、2000年 現代のエスプリ別冊
- 『講座・臨床動作学』全6巻 学苑社、2001年 - 2003年
- 『臨床ケースに学ぶ 動作のこころ』誠信書房、2007年

## 翻訳
- ケネス・S.ホルト編『児童発達の動作学』訳編 誠信書房、1978年
- E.R.ヒルガード編『アメリカ心理学史』監訳 誠信書房、1983年
- ジェフレイ・K.ゼイク編『21世紀の心理療法』監訳 誠信書房、1989年 - 1990年
- アニーズ・A.シェイク編『イメージ療法ハンドブック』監訳 誠信書房、2003年

## 論文
- 「催眠分析療法について」 『臨床心理と教育相談』 第1巻 5号 1950
- 「視知覚閾に及ぼす形の影響」 『心理学研究』 第21巻 3・4 合併号 1951
- 小保内虎夫と共著 「半睡及び後催眠幻覚状態における心像の分解と融合」 『心理学研究』 第22巻 3号 1952
- 小保内虎夫と共著 「実験催眠学」 『心理学講座 6. 情意心理』 中山書店 1953
- 小保内虎夫と共著 「後催眠性幻覚状態における心像の分解と融合 II 」 『心理学研究』 第24巻 3号 1953
- T. Obonai と共著 "Decomposition and fusion of mental images in a post-hypnotic hallucinatory state", Journal of Clinical and Experimental Hypnosis, Vol. 1, No. 3, 1953
- T. Obonai と共著 "Decomposition and fusion of mental images in a post-hypnotic hallucinatory state III", Japanese Psychological Research, No. 1, 1954
- T. Obonai と共著 "Decomposition and fusion of mental images in a post-hypnotic hallucinatory state II", Journal of Clinical and Experimental Hypnosis, Vol. 3, 1955
- T. Obonai と共著 "Figure-ground image reversal in the post-hypnotic hallucinatory state", Japanese Psychological Research, No. 4, 1956
- 「想像の発達」 『現代教育心理学大系 14. 人間における諸機能の発達』 中山書店 1958
- 「神経質」 『現代教育心理学大系 14. 特殊教育』 中山書店 1958
- "The abstract image in the post-hypnotic hallucinatory state", International Journal of Clinical and Experimental Hypnosis, Vol. 8,  No. 4, 1960
- "Hypnosis as a meditative concentration and its relationship to the perceptual process", In M. V. Kline (ed.) The Nature of Hypnosis, Wavery Press 1962
- A contribution to systematic understanding of modification in post-hypnotic hallucination ", Japanese Journal of Education and Social Psychology, Vol. 3, No. 2, 1962
- 「実験催眠学における方法論上の諸問題」 『心理学研究』 第36巻 1号 1965
- "The hypnotic treatment of stage fright in champion athletes", International Journal of Clinical and Experimental Hypnosis, Vol. 8, No. 2, 1965
- K. Harano ほかと共著 "A study of plethysmography and skin temperature during active concentration and autogenic exercise", In W. Luthe (ed.) Autogenes Traning Correlationes Psychosomaticae , Stuttgart: Georg Thieme, 1965
- 「睡眠」 『異常心理学講座 1. 異常心理学』 みすず書房 1966
- "The effect of voluntary and post-hypnotic attention on the recall of digits", Japanese Psychological Research, Vol. 8, No. 3, 1966
- 「脳性小児マヒ者の心理学的リハビリテーション」 『九州大学教育学部紀要』 第11巻 2号 1966
- 「脳性小児まひ児の心理学的リハビリテーション (1) - (12)」 『教育と医学』 第16巻 1号 - 12号 1966
- "On the application of hypnosis to sport", In Lars-Eric Unsthal (ed.) Hypnosis in the Seventies, Sweden: Veje Förlag, 1975
- 「脳性小児マヒ児の動作学的研究」 『教育心理学年報』 第16集 1977
- 「動作・心・自己」 『精神薄弱児研究』 1982年7月号 - 9月号
- "On imaginal mental activity and imaginal mental state", In D. F. Marks (ed.) Theories of Image Formation, New York: Brandon House, 1986
- "Imagery and altered state of consciousness ", Journal of mental imagery, Vol. 11, No. 2, 1987
- 「身体運動障害児の心理臨床」 村上英治ほか編 『臨床心理学大系 12. 発達障害の心理臨床』 金子書房 1990

## 記念論集
- 『現代心理学への提言 成瀬悟策教授還暦記念論叢』翔門会編 九州大学出版会、1984年
- 『動作とこころ 成瀬悟策教授退官記念シンポジアム』翔門会編 九州大学出版会、1989年